# La Crucifixion avec la conversion du centurion
La Crucifixion avec la conversion du centurion est un tableau réalisé par le peintre allemand Lucas Cranach l'Ancien en 1536. Cette huile sur panneau est une peinture religieuse qui représente la Crucifixion avec au pied de la Vraie Croix un centurion à cheval qui reconnaît en Jésus-Christ expirant le véritable fils de Dieu, par une parole que l'artiste a retranscrite et que la tradition attribue à Longin. L'œuvre est conservée depuis 1953 à la National Gallery of Art, ce musée de Washington, aux États-Unis, en étant le propriétaire effectif depuis 1961.